# 维莱圣巴泰勒米
维莱圣巴泰勒米（法語：Villers-Saint-Barthélemy，法語發音：[vilɛʁ sɛ̃ baʁtelemi]）是法国瓦兹省的一个市镇，属于博韦区。

## 地理
维莱圣巴泰勒米（49°23'53"N, 1°56'52"E）面积9.9 平方千米，位于法国上法蘭西大區瓦兹省，该省份为法国北部内陆省份，北起索姆省，西接厄尔省和滨海塞纳省，南至塞纳-马恩省和瓦兹河谷省，东临埃纳省。
与维莱圣巴泰勒米接壤的市镇（或旧市镇、城区）包括：布赖地区翁、兰维莱尔、圣保罗、勒沃鲁、欧讷伊。

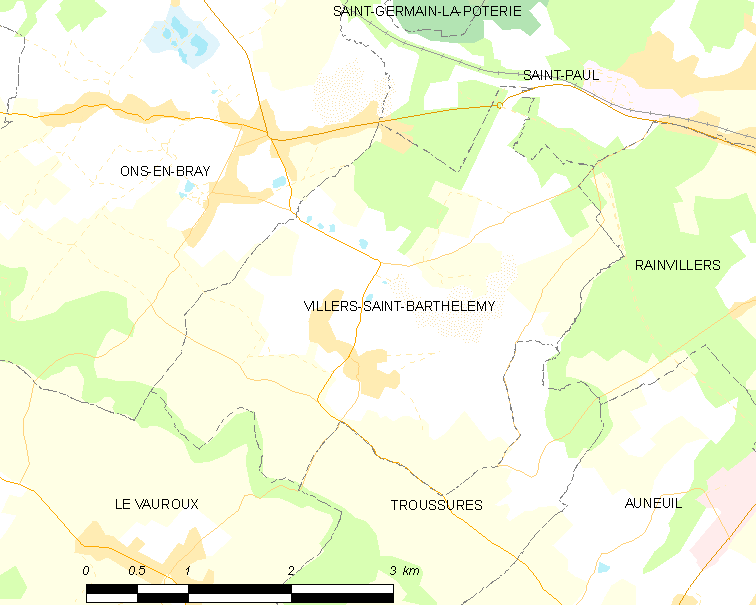
维莱圣巴泰勒米的OSM定位图

维莱圣巴泰勒米的时区为UTC+01:00、UTC+02:00（夏令时）。

## 行政
维莱圣巴泰勒米的邮政编码为60650，INSEE市镇编码为60681。

## 政治
维莱圣巴泰勒米所属的省级选区为博韦第二县。

## 人口

1962-2008年间维莱圣巴泰勒米人口变化图示

维莱圣巴泰勒米于2022年1月1日时的人口数量为470人。